# Kulice (województwo zachodniopomorskie)
Kulice (niem. Külz) – wieś sołecka w Polsce, położona w województwie zachodniopomorskim, w powiecie goleniowskim, w gminie Nowogard.
| SIMC    | Nazwa       | Rodzaj     |
| ------- | ----------- | ---------- |
| 0780185 | Sieciechowo | przysiółek |

Miejscowość położona jest na Równinie Nowogardzkiej, na terenie nieco pagórkowatym, przy drodze wojewódzkiej nr 144. Nieopodal znajduje się dolina rzeki Sąpólnej. Przez wieś przebiega szlak rowerowy „Równina Nowogardzka”.

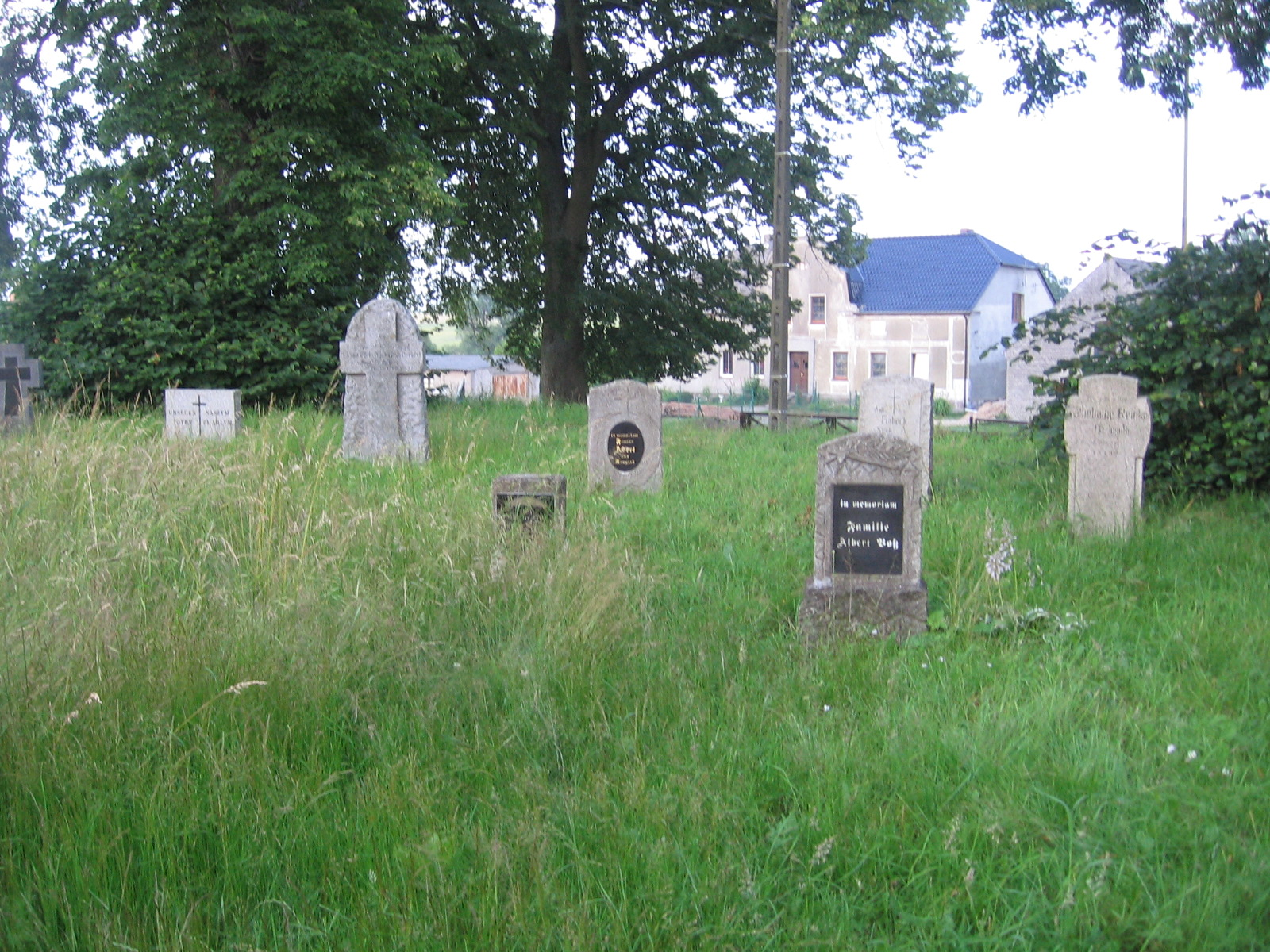
Lapidarium w Kulicach

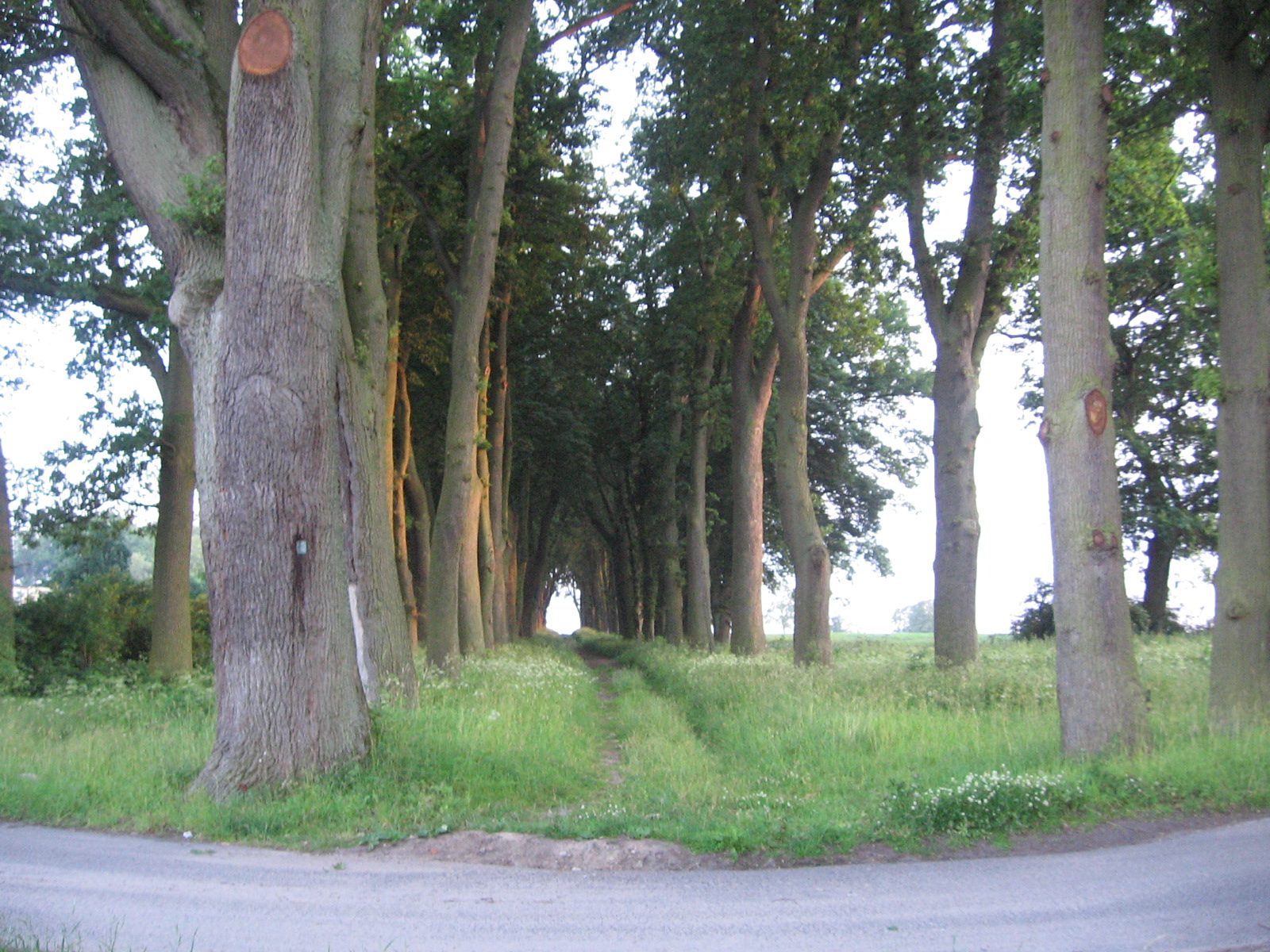
Aleja drzewna w Kulicach

Kulice były od XVIII wieku własnością rodziny von Bismarck, z której pochodził m.in. kanclerz Niemiec Otto von Bismarck. 
W latach 1975–1998 miejscowość położona była w województwie szczecińskim.

## Zabytki
- zespół dworski: dwór XVIII-XIX:-dwór, 1 poł. XIX, XX, nr rej.: A-1145 z 26.09.1990-park, nr rej.: A-929 z 4.12.1980[5]
- kościół filialny w Kulicach[5] został wzniesiony w 1865 roku z inicjatywy Bernharda von Bismarcka w stylu neoromańskim. Jest to prosta świątynia salowa zbudowana z czerwonej cegły i kamienia polnego z ceglano-kamienną wieżą dzwonną, stanowiącą również wejście do kościoła. Na dawnym cmentarzu niemieckim przy kościele powstało lapidarium, w ramach projektu „Akademia Europejska Kulice-Külz”. Zgromadzono tam nagrobki z okolicznych cmentarzy ewangelickich.